# 斯潘尼什萊克鎮區 (密蘇里州聖路易斯縣)
斯潘尼什萊克鎮區（英語：Spanish Lake Township）是位於美國密蘇里州聖路易斯縣的一個行政鎮區。

## 地方資料
斯潘尼什萊克鎮區的面積為56.81平方千米，當中陸地面積為54.34平方千米，而水域面積為2.47平方千米。根據2020年美國人口普查的數據，當地共有人口35637人，而人口密度為每平方千米627.3人。